# Гардемарины 1787. Война
«Гардемарины 1787. Война» — российский художественный фильм 2023 года Светланы Дружининой с Дмитрием Харатьяном, Александром Домогаровым, Михаилом Мамаевым и Никой Здорик в главных ролях. Пятая и финальная часть цикла о гардемаринах, продолжение фильмов «Гардемарины, вперёд!», «Виват, гардемарины!», «Гардемарины-III» и «Гардемарины 1787. Мир». Картина получила негативные оценки критиков. 

## Сюжет
Действие фильма начинается в Крыму в 1787 году. Представители западных держав в очередной раз начинают свои козни против России, но главные герои, бывшие гардемарины, уже достигшие к этому времени солидного возраста, и их взрослые дети встают на защиту Родины. Они приплывают в Крым с Мальты и там принимают участие в войне с Турцией — в частности, сражаются при Кинбурне под началом Суворова.

## В ролях
- Дмитрий Харатьян — Алексей Корсак
- Александр Домогаров — Павел Горин
- Михаил Мамаев — князь Никита Оленев
- Андрей Лаптев — Шурка, сын Корсака и Софьи
- Ника Здорик — Александра, дочь Александра Белова и Анастасии Ягужинской
- Фёдор Гамалея — Джулиано Де Ломбарди, капитан галеры «Десна»
- Ольга Машная — Софья, жена Корсака
- Владимир Суровцев (озвучивает Никита Прозоровский) — генерал-аншеф Александр Васильевич Суворов
- Роман Мадянов — контр-адмирал Мордвинов
- Фёдор Добронравов[2] — Новиков, солдат-гренадер
- Олег Масленников-Войтов — Тунцельман, комендант Кинбурна
- Антон Колесников — Антон, толмач
- Сергей Друзьяк — почтарь, агент Мордвинова
- Александр Лысенко — хирург
- Александр Некрасов — француз-советник
- Дмитрий Петрашевич — француз-инженер
- Александр Карамнов — Манеев, солдат

Закадровый текст читает Никита Тюнин.

## Производство и релиз
По словам пресс-секретаря Светланы Дружининой, изначально планировалось создать один фильм, продолжение третьей части киноцикла, но позже было принято решение разделить сценарий на две части — «мирная» часть стала сюжетом картины «Гардемарины IV», а военная — «Гардемарины V».
Съёмки пятой части начались летом 2020 года. Они проходили в Крыму, в окрестностях Севастополя, причём курсанты Нахимовского военно-морского училища сыграли матросов-гардемаринов. Один из эпизодов фильма снимался в Воронеже, на палубе и в интерьерах корабля-музея «Гото Предестинация». В съёмках этого эпизода принимали участие актёры воронежского ТЮЗа.
16 ноября 2023 года картина вышла в прокат. 6 января 2024 года на канале «Россия-1» и в онлайн-кинотеатре «Смотрим» вышла телеверсия обоих фильмов «Гардемарины 1787» в виде 4-серийного сериала. По монтажу она ничем не отличается от киноверсии, за исключением исправленных ошибок в титрах и надписях и незначительных изменений в звуковых эффектах.

## Оценки
Очередной фильм о гардемаринах провалился в прокате и был очень низко оценён критиками. Павел Воронков в обзоре для издания Газета.ru заявил: «Это оскорбительно дешёвая поделка в духе „Комнаты“ Томми Вайсо, которая по уровню продакшна, кажется, проигрывает даже „Тайнам дворцовых переворотов“», «невыносимо скучная, прискорбно снятая и в целом страшно хаотичная и фантасмагорически скверная телепостановка, что болтается на орбите кинематографа плаща и шпаги».
Подробный разбор анахронизмов, сценарных промахов, исторических ошибок и ляпов костюмеров сделал историк Клим Жуков на своём YouTube-канале в рубрике «Киноведы в штатском». Дилогия «Гардемарины 1787» заняла первое место в опросе сайта «Фантлаб» на «Самый провальный фильм года».